# Myotis dominicensis
Myotis dominicensis — вид роду Нічниця (Myotis).

## Поширення, поведінка
Проживання: Домініка, Гваделупа. Комахоїдний.